# Kraftwerk Neufinsing
Das Kraftwerk Neufinsing ist ein Wasserkraftwerk am Mittlere-Isar-Kanal. Es liegt am Auslauf des Ismaninger Speichersees im Gemeindeteil Neufinsing der Gemeinde Finsing im Landkreis Erding.
Der vom Betreiber Uniper Kraftwerke GmbH verwendete Name ist Laufwasserkraftwerk Finsing, da der Ort Neufinsing erst nach dem Bau des Kraftwerks in seiner unmittelbaren Nachbarschaft entstanden ist. Das Kraftwerk wird jedoch allgemein nach seiner Lage in dem inzwischen größeren Ort Neufinsing benannt.

## Beschreibung

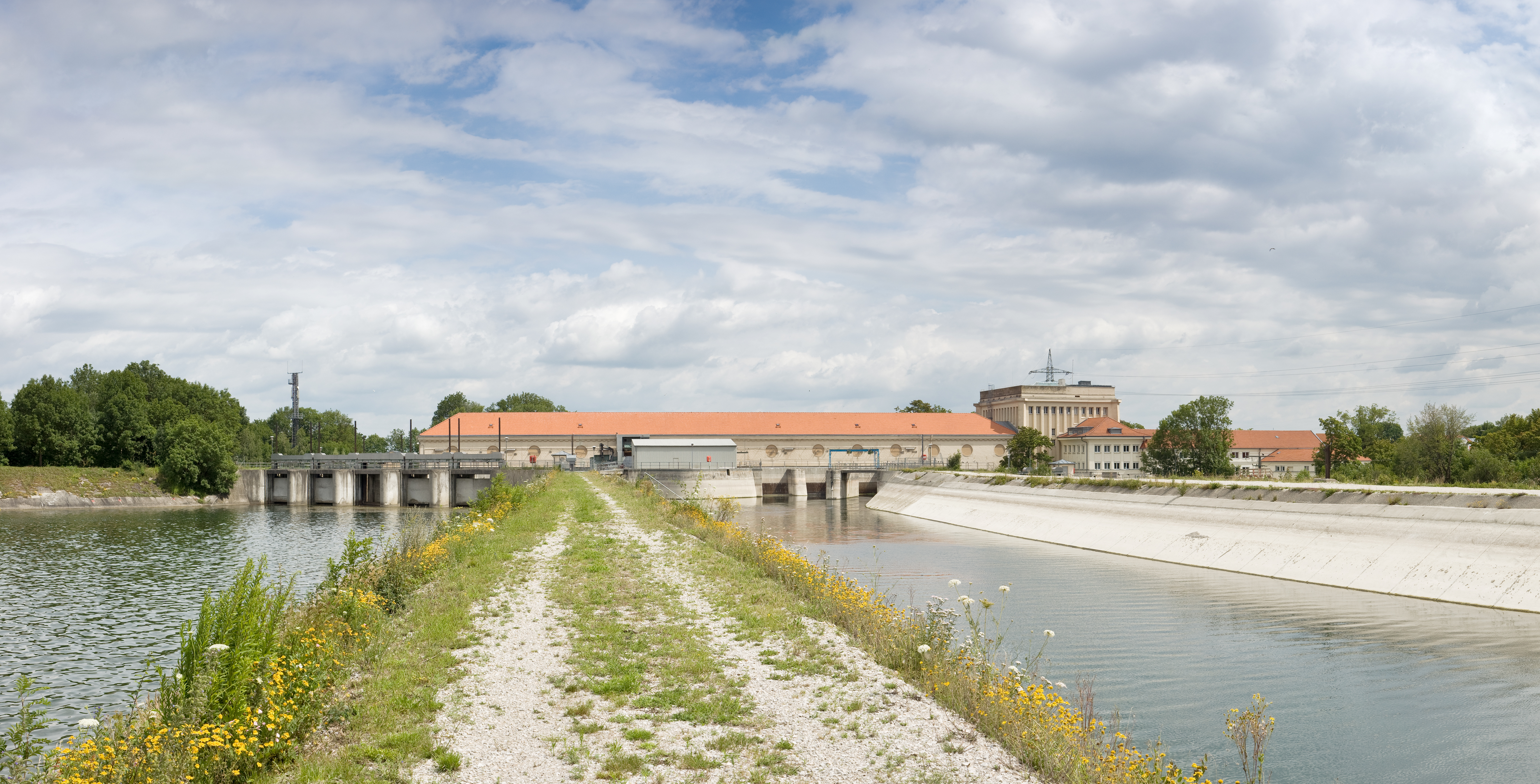
Südseite mit Mittlerer Isar Kanal (rechts)

### Gebäude
Das Kraftwerk ist ein umfangreicher Komplex, der vor allem aus dem rund 100 m langen, quer zu den Betriebskanälen gelagerten Maschinenhaus besteht. Unmittelbar neben dem Maschinenhaus steht ein weithin sichtbarer, rechteckiger Turm, in dem sich die Leitzentrale, Büros und früher auch die Wohnung des Betriebsleiters befanden. Um den Turm gruppieren sich vier weitere Büro- und Werksgebäude. An der Einfahrt steht ein Pförtnerhaus mit einer Pfeilervorhalle. Im rückwärtigen Teil des Pförtnerhauses ist eine Kantine eingerichtet.
Der architektonische Entwurf für das Kraftwerk stammt von Otho Orlando Kurz. Die Bauwerke stehen unter Denkmalschutz.

### Einlaufkanäle
Das Kraftwerk hat getrennte Einlaufkanäle aus dem Speichersee, aus dem Mittlere-Isar-Kanal und aus dem Vorfluter (Entwässerungsgraben der Fischteiche). Die unterschiedlich hohen Wasserspiegel dieser Gewässer können durch das Kraftwerk außerdem unabhängig voneinander gehoben oder gesenkt werden. Das für das Kraftwerk angegebene mittlere Gefälle von 10,55 m kann deshalb leicht missverstanden werden. Für die Regulierung der Einläufe befinden sich im Oberwasser des Kraftwerks zahlreiche Betonmauern, Wehre und Schütze, mit denen das Wasser auch in andere Einlaufkanäle umgeleitet werden kann. Am nördlichen Ende des Maschinenhauses befindet sich ein Leerschuss, ein mit einem Wehr abgesperrter Kanal, mit dem das Wasser aus dem Speichersee und aus dem Mittlere-Isar-Kanal notfalls am Kraftwerk vorbei geleitet werden kann. Das Wasser aus dem Vorfluter kann unter dem südlichen Ende des Maschinenhauses hindurchgeleitet werden. Auch der im Süden unterhalb des Vorfluters verlaufende sogenannte Bachsammler wird hier unter dem Maschinenhaus hindurchgeleitet. Seit 1950 wird sein Wasser in einem eigenen kleinen, in das Stauwehr integrierten Maschinenhäuschen genutzt.

### Maschinen

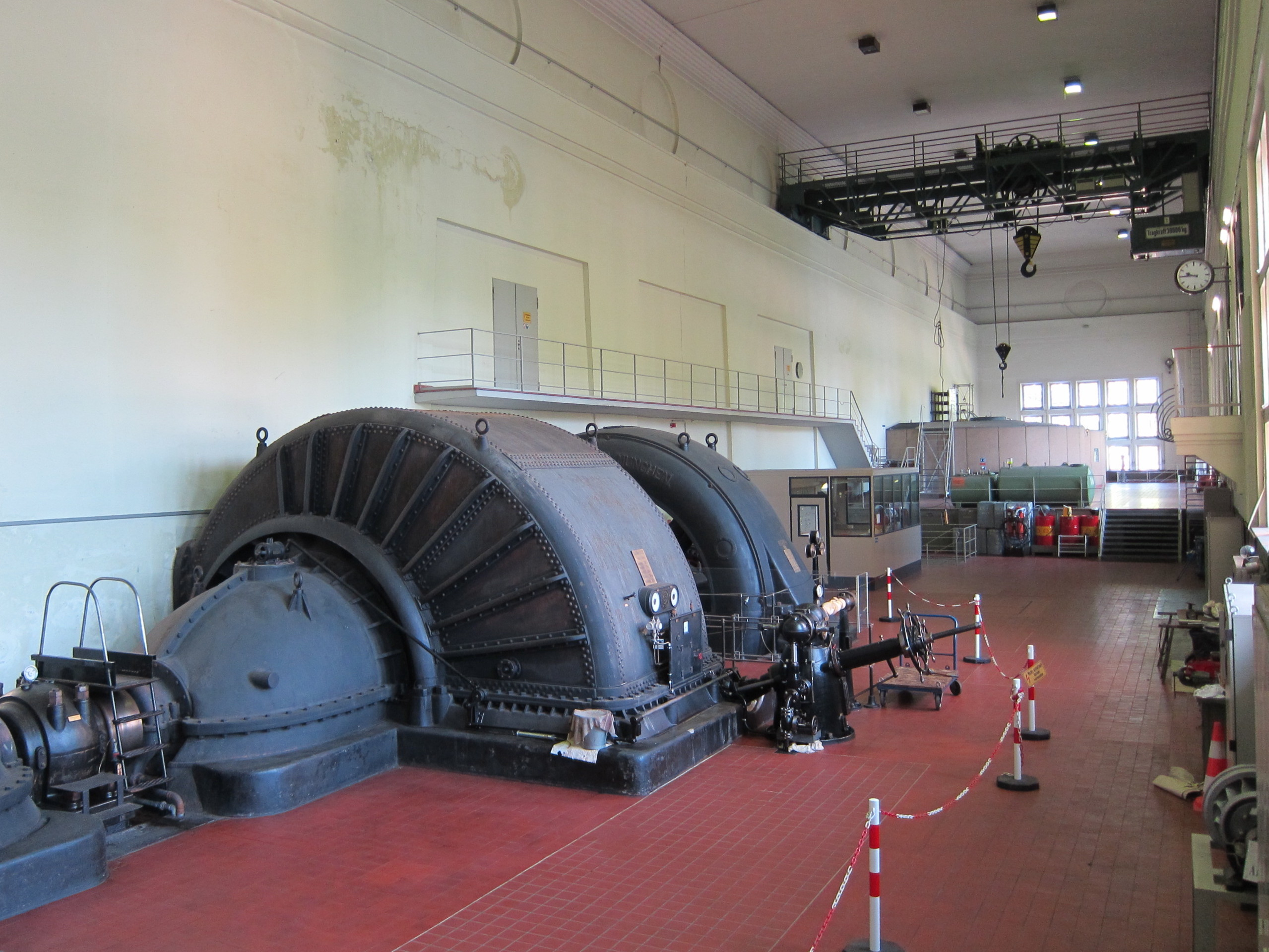
Eine der beiden Francis-Turbinen mit dem Schorch-Generator

In der Maschinenhalle stehen an zentraler Stelle zwei große Francis-Turbinen, die 1923 und 1924 von der Fritz Neumeyer AG, München, hergestellt wurden. Sie werden vom Wasser des Mittlere-Isar-Kanals über ein nominales Gefälle von 11,50 m mit einem Durchfluss von je 23 m³/s angetrieben. Über eine gemeinsame, horizontale Welle treiben sie mit 150/min einen Schorch-Drehstromgenerator mit einer Nennleistung von 7500 kVA an. Diese Gruppe läuft seit ihrer Inbetriebnahme am 20. Dezember 1924 im Wesentlichen störungsfrei und ohne größere Reparaturen.
Das Wasser aus dem Speichersee treibt mit einem nominalen Gefälle von 8,80 m und einem Durchfluss von je 55 m³/s zwei Kaplan-Turbinen an, die am 26. April 1960 bzw. am 22. März 1961 in Betrieb genommen wurden. Über je eine senkrechte Welle treiben sie mit 125/min je einen Synchron-Generator mit einer Nennleistung von 4000 kVA an.
Das Wasser aus dem Vorfluter fließt mit einem nominalen Gefälle von 10,60 m und einem Durchfluss von je 33 m³/s durch zwei schräg liegende Kaplan-Rohrturbinen, die bei einer Drehzahl von 214/min eine Nennleistung von je rund 3000 kW haben. Sie treiben jeweils einen auf die schräge Welle der Turbine montierten Synchron-Generator mit einer Nennleistung von 6300 kVA an. Diese Einheiten wurden am 13. Juni 1963 in Betrieb genommen.
Die elektrische Leistung des Kraftwerks beträgt 8 MW.
Im kleinen Maschinenhäuschen treibt das Wasser des Bachsammlers mit einem nominalen Gefälle von 4,5 m und einem Durchfluss von 5,4 m³/s eine Kaplanturbine an, die bei einer Drehzahl von 750/min eine Nennleistung von rund 240 kW entwickelt und einen Synchron-Generator mit einer Nennleistung von 275 kVA antreibt. Diese nur als Hausmaschine verwendete Einheit wurde am 25. Juli 1950 in Betrieb genommen.

## Geschichte
Das 1924 eröffnete Kraftwerk war ursprünglich das erste der die Kraftwerkstreppe am Mittlere-Isar-Kanal bildenden Laufwasserkraftwerke. Das Kraftwerk und die nachfolgenden Kraftwerke Aufkirchen, Eitting und Pfrombach wurden von der Mittlere Isar AG erbaut, die später vom Bayernwerk übernommen wurden, welche wiederum in E.ON aufgingen, der Muttergesellschaft des früheren Betreibers E.ON Wasserkraft GmbH. Infolge der Ausgliederung der Uniper SE im Jahr 2016 gehört es nun der Uniper Kraftwerke GmbH. Die Kraftwerkstreppe wurde 1951 ergänzt um das Speicherseekraftwerk Ismaning am Einlauf des Speichersees.
Das Kraftwerk Neufinsing war die Leitzentrale für die gesamte Kraftwerkstreppe, da die einzelnen Kraftwerke koordiniert gesteuert werden müssen. Ursprünglich machte das Kraftwerk Neufinsing nur die Vorgaben, die von den Steuerzentralen in den einzelnen Kraftwerken umgesetzt werden mussten. Seit den 1990er Jahren wurden die Kraftwerke der E.ON am Mittlere-Isar-Kanal und an der Isar oberhalb Münchens und unterhalb des Kanals unmittelbar von der Leitzentrale im Kraftwerk Neufinsing aus gesteuert. Seit 1. Mai 2011 werden diese Kraftwerke zusammen mit den E.ON-Kraftwerken am Lech und an der Donau vom Sitz des Unternehmens in Landshut aus gesteuert.
Das operative Geschäft der E.ON Kraftwerke GmbH wurde mit Wirkung zum 25. September 2015 durch zwei Ausgliederungen über die Uniper Holding GmbH auf deren Tochterunternehmen Uniper Kraftwerke GmbH übertragen.
Seit Dezember 2022 gehört die Gesellschaft als Teil der Uniper Holding GmbH als indirekte Folge des russischen Überfalls auf die Ukraine zu 99,12 % dem deutschen Staat.

## Sonstiges
Das Kraftwerk kann in geführten Gruppen nach Terminvereinbarung besichtigt werden. Im Kraftwerksgebäude befindet sich das nur nach telefonischer Voranmeldung geöffnete Schwemmgutmuseum Finsing.